# Nemzeti Bajnokság I 1974-1975
L'edizione 1974-75 del Nemzeti Bajnokság I vide la vittoria finale dell'Újpesti Dózsa, che conquista il suo sedicesimo titolo, il settimo consecutivo.
Capocannoniere del torneo furono Ferenc Bene dell'Újpesti Dózsa e Mihály Kozma del Budapesti Honvéd con 20 reti.
È composto di quindici squadre in quanto a stagione iniziata il VM Egyetértés si unì all'MTK.

## Classifica finale
|    | Classifica             | G  | V  | N  | P  | GF | GS | Dif | Pt |
| -- | ---------------------- | -- | -- | -- | -- | -- | -- | --- | -- |
| 1  | Újpesti Dózsa (C) (CU) | 28 | 20 | 5  | 3  | 71 | 33 | +38 | 45 |
| 2  | Budapesti Honvéd       | 28 | 16 | 10 | 2  | 53 | 21 | +32 | 42 |
| 3  | Ferencvárosi TC        | 28 | 10 | 13 | 5  | 45 | 29 | +16 | 33 |
| 4  | Csepel                 | 28 | 12 | 7  | 9  | 34 | 28 | +6  | 31 |
| 5  | Videoton               | 28 | 9  | 10 | 9  | 35 | 40 | -5  | 28 |
| 6  | Vasas SC               | 28 | 10 | 7  | 11 | 43 | 46 | -3  | 27 |
| 7  | Zalaegerszeg TE        | 28 | 11 | 5  | 12 | 32 | 35 | -3  | 27 |
| 8  | Salgótarjáni BTC       | 28 | 10 | 6  | 12 | 33 | 42 | -9  | 26 |
| 9  | Rába ETO               | 28 | 10 | 5  | 13 | 40 | 44 | -4  | 25 |
| 10 | MTK-VM                 | 28 | 9  | 7  | 12 | 33 | 39 | -6  | 25 |
| 11 | Diósgyőr (N)           | 28 | 7  | 11 | 10 | 26 | 37 | -11 | 25 |
| 12 | Tatabányai Bányász     | 28 | 9  | 5  | 14 | 28 | 40 | -12 | 23 |
| 13 | Haladás VSE            | 28 | 8  | 6  | 14 | 28 | 44 | -16 | 22 |
| 14 | Békéscsaba (N)         | 28 | 6  | 9  | 13 | 24 | 33 | -9  | 21 |
| 15 | Pécsi MSC              | 28 | 6  | 8  | 14 | 26 | 40 | -14 | 20 |

- (C) Campione nella stagione precedente
- (N) squadra neopromossa
- (CU) vince la Coppa di Ungheria

### Verdetti
- Újpesti Dózsa campione d'Ungheria 1974-75.
- Pécsi MSC retrocesso in Nemzeti Bajnokság II.

### Qualificazioni alle Coppe europee
- Coppa dei Campioni 1975-1976: Újpesti Dózsa qualificato.
- Coppa UEFA 1975-1976: Budapesti Honvéd e Vasas SC qualificate.